# 하마니 디오리

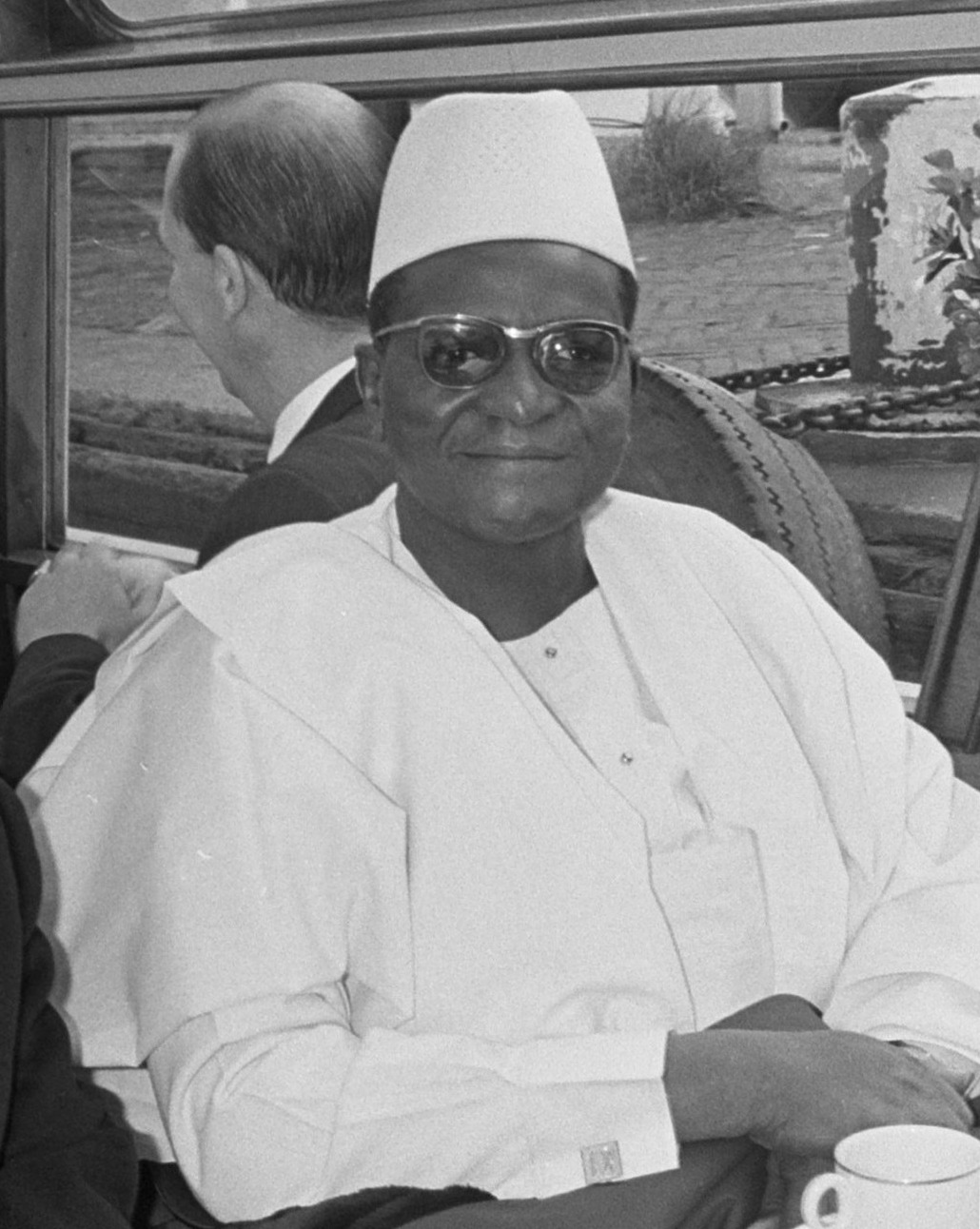

하마니 디오리(Hamani Diori, 1916년 6월 6일 ~ 1989년 4월 23일)는 니제르의 정치인으로, 니제르 공화국의 초대 대통령이었다.
디오리는 1960년 니제르가 독립하자 초대 대통령이 되었다. 대통령이 된 디오리는 친 프랑스적 입장을 취하면서 외교적인 면에서 성과를 올렸으나, 자신이 이끄는 정당 니제르 진보당 (Nigerien Progressive Party – African Democratic Rally, PPN-RDA)의 일당 독재와 자신과 대립되는 정치인들에 대한 탄압, 경제 운영 실패로 국민들의 불만을 쌓았다.
1974년 사헬 지역의 큰 가뭄으로 인해 니제르의 경제는 심각한 상황으로 치달았으며, 같은 해 4월 혼란을 틈타 세이니 쿤체가 쿠데타를 일으키면서 디오리 정권이 붕괴되었다. 디오리는 6년 동안 투옥되었고, 1980년 감옥에서 나온 뒤에도 1987년까지 가택 연금 조치에 처해졌다.
가택 연금에서 풀린 디오리는 모로코로 이주했으며, 1989년 모로코의 수도 라바트에서 사망하였다.
| 전임 (초대) | 니제르의 대통령 1960년 ~ 1974년 | 후임 세이니 쿤체 |